# 삼성물산 (1951년~2015년)
삼성물산(주)(영어: Samsung C&T Corporation, 三星物産)은 삼성그룹에 속한 계열사로, 건설업과 무역업을 주 사업으로 영위하는 코스피 상장 기업이다. 1938년에 대구에서 삼성상회가 설립되었다. 1948년에 서울에서 삼성물산공사가 설립되었으나, 1950년에 한국전쟁으로 폐업하고 1951년 부산에서 삼성물산주식회사가 설립되었다. 삼성물산은 대한민국 최초의 종합상사로 기록된다. 본래는 종합무역상사였으나 건설업이 추가되어 오늘에 이른 것이 삼성물산이다.
사업부문은 건설과 상사부문으로 나뉘며, 건설부문은 건축, 토목, 플랜트, 주택분야의 사업을 하고 있고, 상사부문은 자원개발, 철강, 화학, 전자재료, 섬유 등의 국제무역을 한다. 매출구성은 건설 51%, 상사 48% 등으로 이루어진다.
건설부문은 1977년 삼성종합건설로 시작하였다. 그러나 1993년 법을 무시한 시공으로 280여 명의 사상자를 낸 구포 무궁화호 열차 전복 참사를 일으킨 후 한동안 국내 수주가 불가능하여 1조원 가까운 수주 손실을 입었다. 그 후 부정적 이미지를 탈피하기 위해 삼성건설로 사명을 바꾸었다가 삼성물산으로 합병되었는데 그것이 삼성물산의 건설부문이다.
이 사고의 여파로 국내 수주에 어려움이 생기자 삼성물산은 해외진출로 눈을 돌렸는데, 그 결과 1997년 외환위기를 피해갈 수 있었고 기술력이 축적되어 2001년도에는 타워팰리스를 건설하고 2010년에는 두바이의 세계 최고층 빌딩 부르즈 할리파를 건설하기에 이르렀다.
2015년 신 제일모직(구 삼성에버랜드)과 합병하였다. 이는 삼성물산의 전략적 이익보다 제일모직과 이재용 부회장 일가의 이익에 더 부합한다는 점에서 많은 비판을 받았다.
2015년 16조 7267억원의 건설 수주액을 올려 2014년부터 2년 연속 국토교통부가 선정하는 시공능력평가 1위를 달성했다.

## 역사

### 삼성물산주식회사(1951년 ~ 1995년)
2015년 제일모직과 합병시의 소멸법인인 구 삼성물산은 대한민국 최초의 종합상사로 기록된다. 본래는 종합무역상사였으나 건설업이 추가되어 오늘에 이른 것이 삼성물산이다.
사업부문은 건설과 상사부문으로 나뉘며, 건설부문은 건축, 토목, 플랜트, 주택분야의 사업을 하고 있고, 상사부문은 자원개발, 철강, 화학, 전자재료, 섬유 등의 국제무역을 한다. 매출구성은 건설 51%, 상사 48% 등으로 이루어진다.

### 삼성건설(1977년 ~ 1995년)
건설부문은 1977년 삼성종합건설로 시작하였다. 그러나 1993년 법을 무시한 시공으로 280여 명의 사상자를 낸 구포 무궁화호 열차 전복 참사를 일으킨 후 한동안 국내 수주가 불가능하여 1조원 가까운 수주 손실을 입었다.

### 삼성물산(삼성건설 합병 후, 1995년 ~ 2015년)
이 사고의 여파로 국내 수주에 어려움이 생기자 삼성물산은 해외진출로 눈을 돌렸는데, 그 결과 1997년 외환위기를 피해갈 수 있었고 기술력이 축적되어 2001년도에는 삼성 타워팰리스를 건설하고 2010년에는 두바이의 세계 최고층 빌딩 부르즈 할리파를 건설하기에 이르렀다.

## 사업 영역

### 건설부문
- 건축

구포 참사 이후 국내 토목 수주가 불가능해지고 '삼성건설'의 이름을 버리게 되자 해외의 건축 사업으로 위기를 타개하여, 세계 최고층 마천루인 부르즈 칼리파, 타이베이 금융센터 (TFC 101)와 말레이시아 페트로나스타워 등 세계 최고층 빌딩들을 시공하였다. 반도체 클린룸과 LCD분야에서 높은 기술력을 확보하고 있으며, 동대문디자인 플라자, 인천국제공항 터미널, 일산 KINTEX, 수원 월드컵 경기장 등의 사회기반 건축물과 삼성서울병원, 세브란스 병원 등의 의료시설, 홈플러스, 이마트 등 유통판매시설, 리움 등의 관람 시설, 호텔, 레저시설 등 다양한 건축물을 건설한 바 있다. 아파트 브랜드로는 래미안이 있다.
- 토목

지하철, 철도, 교량, 항만, 댐 등 다양한 토목 분야에서 설계와 시공, 투자를 동반한 인프라 건설 및 운영에 참여하고 있다. 세계 최초의 3차원 자정식 현수교인 영종대교 공사 및 세계 5위 규모의 사장교인 인천대교 공사를 건설하는 등 도로 및 교량분야에서 세계적인 기술력을 보유하고 있으며 국내 최대 규모의 항만인 부산신항만 민자부두를 건설했다.
- 플랜트

쿠라야 IPP, UAE Emal, 라빅2 프로젝트를 진행하는 등 화력발전시장에서 두각을 나타나고 있으며 울진·신월성 원자력 발전소 건설, 한국 최초의 원자력발전소 해외 수출에 참여한 바 있다. 또한 카타르 LPG Storage Tank, 평택 LNG 인수기지, 싱가포르 최초의 LNG 인수기지를 건설하고 2013년에는 영국의 Whessoe 사를 인수하는 등 에너지 저장시설 분야에서의 실적과 역량을 보유하고 있다.
- 주택

삼성물산의 아파트 브랜드인 래미안은 2014년 NCSI 전체 1위와 아파트 부문 17년 연속 1위를 달성했다.

### 상사부문
- 화학ㆍ철강 거래

화학 제품(석유화학 제품, 합성수지 제품, 유기화학 제품, 무기화학 제품, 정밀화학 제품 등)과 철강 제품(열연, 냉연, 선재, 후판, API강재, 전기강판, 스테인리스 등)을 주로 취급한다. 비철금속(전기동ㆍ알류미늄ㆍ연ㆍ아연ㆍ주석 등), 산업 광물(리튬ㆍ인광석 등), 희유 금속(몰리브덴ㆍ니켈 등), 귀금속, 수송 장비, 산업 장비, 일반 기계, 플랜트 설비, 기계 설비 등도 다룬다.
- 기타

생산 공장 및 코일센터 운영에도 참여하고 있다. 루마니아의 오텔리녹스, 2008년 1월 인수한 일본 5대 스테인리스 정밀재 메이커인 묘도메탈, 중국 내 정밀재 시장 수요에 대응하는 펑호 스테인리스 정밀재 공장 등에 대한 투자 사업을 펼치고 있다.

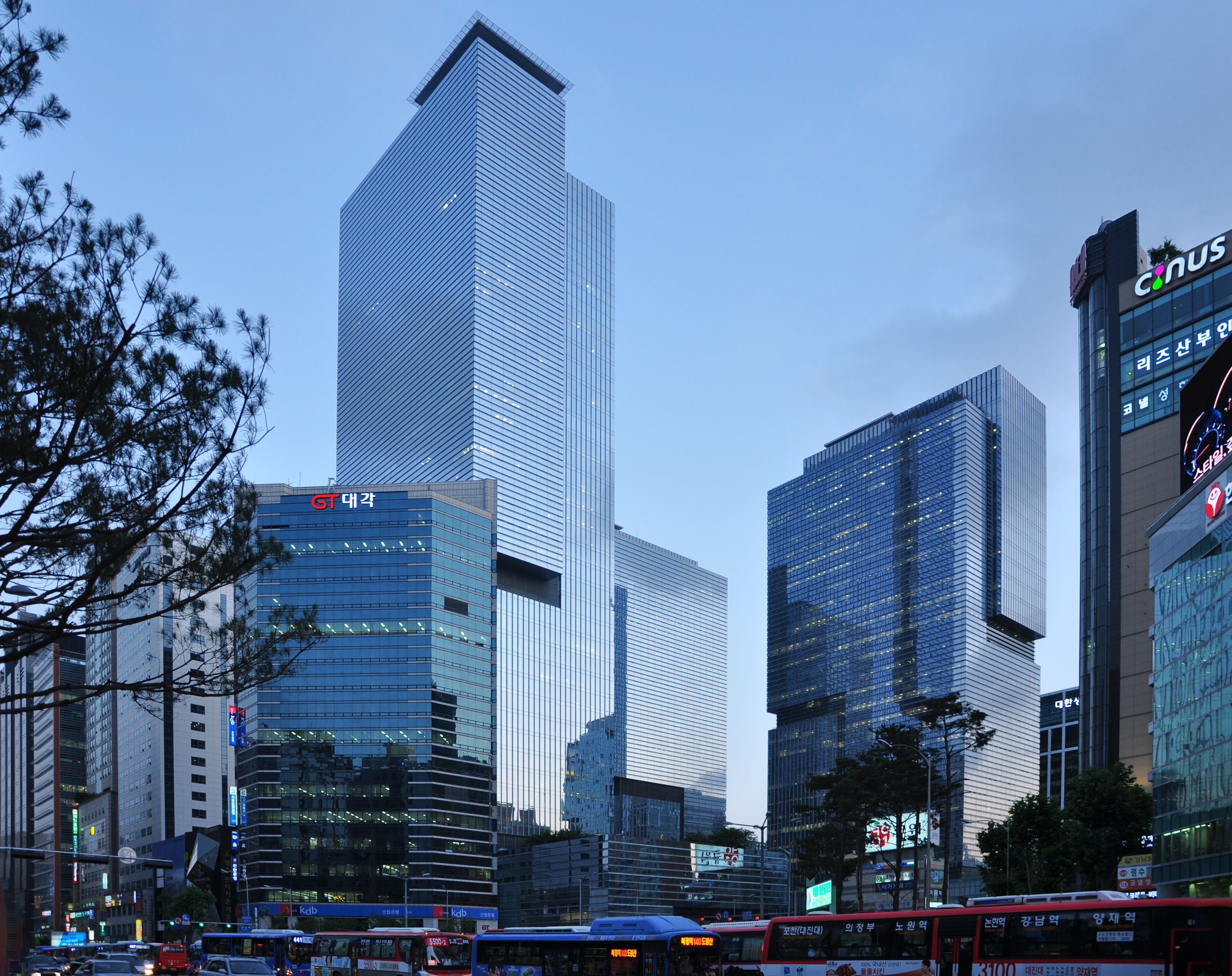
삼성물산 본사가 있는 삼성그룹 서초동 사옥 (삼성타운)

## 관세법 위반
1992년 6월 15일 서울지방검찰청 형사4부(김준규 검사)는 삼성물산을 관세법위반 혐의로 기소했다. 삼성물산은 제조업체만이 수입할 수 있는 중고 컴퓨터를 계열회사를 위해 자사 명의로 대리 수입하였다.

## 제일모직에 피흡수합병 논란
2015년 5월 26일 제일모직과 삼성물산 이사회에서 합병을 결의했고, 제일모직이 1대 0.35로 삼성물산을 합병하는 방식을 채택했다. 합병 회사의 사명은 '삼성물산'으로 결정했으며, 합병 기일은 9월 1일이다. 2015년 6월 10일 삼성물산은 합병 마무리를 위해 자사주 전량 899만 557주(지분율 5.76%)를 KCC에 장 마감 이후 시간외 대량매매 방식으로 6,743억 원에 넘기기로 했다.

## 연혁
- 1938년: 삼성상회 설립
- 1948년: 삼성물산공사 설립
- 1951년: 삼성물산 설립
- 1975년: 종합상사 1호로 지정
- 1977년: 통일건설 인수, 상호명을 삼성종합건설로 변경
- 1978년: 신원개발 인수
- 1979년: 신원개발과 삼성종합건설 합병, 삼성종합건설로 상호명 변경
- 1993년: 3월 삼성종합건설의 불법 발파로 인해 구포 참사 발생, 과징금 2550만원 및 영업정지 6개월 처분[7] / 7월 삼성종합건설에서 삼성건설로 상호명 변경
- 1995년: 삼성건설이 삼성물산 건설부문으로 흡수
- 1997년: 홈플러스 대구점 및 삼성플라자 분당점[8] 개점
- 1999년: 영국 테스코와 유통합작법인 삼성테스코(현 홈플러스주식회사) 설립 및 분리
- 2004년: 부르즈 칼리파 공사 수주
- 2008년: 서초 삼성타운으로 이전
- 2008년: 미국 멕시코만 생산광구 및 인도네시아 바이오에너지 팜농장을 인수
- 2009년: 에너지 제로 건물 그린투모로우 개관, 인천대교 완공
- 2010년: 한국 최초의 원자력발전소 수출사업인 UAE 원전 사업과 아부다비 클리블랜드 클리닉 공사 수주
- 2011~2012년: 사우디 쿠라야 복합화력발전소, EMAL 복합화력, 말레이시아 Prai 복합화력 등 수주
- 2013년: 호주 로이힐 프로젝트, 사우디 리야드 프로젝트 등 수주하며 해외 수주 125억불 돌파, 한국 건설사 사상 최대 해외수주액 기록[9]
- 2015년: 제일모직에 합병

## 시공 건축물
- 말레이시아 페트로나스 트윈 타워 (타워 2)
- 중화민국 타이베이 101
- 아랍에미리트 부르즈 할리파
- 말레이시아 암팡 타워
- 타이 랑산 타워[10]

## 같이 보기
- 래미안
- 부르즈 칼리파
- 구포역 열차 전복 사고
- 엘리엇